# Puchar IBU w biathlonie 2009/2010
Puchar IBU w biathlonie 2009/2010 – druga edycja tego cyklu zawodów. Inauguracja nastąpiła 27 listopada w Idre, zaś kończące sezon starty odbyły się w Pokljuce. Klasyfikację generalne wygrali reprezentanci Niemiec Daniel Graf oraz Sabrina Buchholz.

## Kobiety

### Wyniki
| 1. Puchar IBU w Idre, 27.11.2009 – 29.11.2009 | 1. Puchar IBU w Idre, 27.11.2009 – 29.11.2009 | 1. Puchar IBU w Idre, 27.11.2009 – 29.11.2009 | 1. Puchar IBU w Idre, 27.11.2009 – 29.11.2009 | 1. Puchar IBU w Idre, 27.11.2009 – 29.11.2009 |
| Data                                          | Konkurencja                                   | miejsce                                       | miejsce                                       | miejsce                                       |
| --------------------------------------------- | --------------------------------------------- | --------------------------------------------- | --------------------------------------------- | --------------------------------------------- |
| 28 listopada 2009                             | Sprint (7,5 km)                               | Juliane Döll                                  | Anastasija Kuźmina                            | Lilija Wajhina-Jefremowa                      |
| 29 listopada 2009                             | Sprint (7,5 km)                               | Sabrina Buchholz                              | Olga Wiłuchina                                | Juliane Döll                                  |

| 2. Puchar IBU w Ridnaun, 11.12.2009 – 13.12.2009 | 2. Puchar IBU w Ridnaun, 11.12.2009 – 13.12.2009 | 2. Puchar IBU w Ridnaun, 11.12.2009 – 13.12.2009 | 2. Puchar IBU w Ridnaun, 11.12.2009 – 13.12.2009 | 2. Puchar IBU w Ridnaun, 11.12.2009 – 13.12.2009 |
| Data                                             | Konkurencja                                      | miejsce                                          | miejsce                                          | miejsce                                          |
| ------------------------------------------------ | ------------------------------------------------ | ------------------------------------------------ | ------------------------------------------------ | ------------------------------------------------ |
| 12 grudnia 2009                                  | Bieg indywidualny (15 km)                        | Anna Bogalij-Titowiec                            | Kathrin Hitzer                                   | Stefanie Hildebrand                              |
| 13 grudnia 2009                                  | Sprint (7,5 km)                                  | Sabrina Buchholz                                 | Olga Wiłuchina                                   | Anna Bogalij-Titowiec                            |

| 3. Puchar IBU w Obertilliach, 17.12.2009 – 19.12.2009 | 3. Puchar IBU w Obertilliach, 17.12.2009 – 19.12.2009 | 3. Puchar IBU w Obertilliach, 17.12.2009 – 19.12.2009 | 3. Puchar IBU w Obertilliach, 17.12.2009 – 19.12.2009 | 3. Puchar IBU w Obertilliach, 17.12.2009 – 19.12.2009 |
| Data                                                  | Konkurencja                                           | miejsce                                               | miejsce                                               | miejsce                                               |
| ----------------------------------------------------- | ----------------------------------------------------- | ----------------------------------------------------- | ----------------------------------------------------- | ----------------------------------------------------- |
| 18 grudnia 2009                                       | Sprint (7,5 km)                                       | Julie Bonnevie-Svendsen                               | Jekatierina Jurłowa                                   | Natalja Sokołowa                                      |
| 19 grudnia 2009                                       | Bieg na dochodzenie (10 km)                           | Stefanie Hildebrand                                   | Xu Yinghui                                            | Olga Wiłuchina                                        |

| 4. Puchar IBU w Altenberg, 8.01.2010 – 10.01.2010 | 4. Puchar IBU w Altenberg, 8.01.2010 – 10.01.2010 | 4. Puchar IBU w Altenberg, 8.01.2010 – 10.01.2010 | 4. Puchar IBU w Altenberg, 8.01.2010 – 10.01.2010 | 4. Puchar IBU w Altenberg, 8.01.2010 – 10.01.2010 |
| Data                                              | Konkurencja                                       | miejsce                                           | miejsce                                           | miejsce                                           |
| ------------------------------------------------- | ------------------------------------------------- | ------------------------------------------------- | ------------------------------------------------- | ------------------------------------------------- |
| 9 stycznia 2010                                   | Sprint (7,5 km)                                   | Sabrina Buchholz                                  | Lilija Wajhina-Jefremowa                          | Franziska Hildebrand                              |
| 10 stycznia 2010                                  | Bieg na dochodzenie (10 km)                       | Bieg został odwołany                              | Bieg został odwołany                              | Bieg został odwołany                              |

| 5. Puchar IBU w Nové Město na Moravě, 14.01.2010 – 16.01.2010 | 5. Puchar IBU w Nové Město na Moravě, 14.01.2010 – 16.01.2010 | 5. Puchar IBU w Nové Město na Moravě, 14.01.2010 – 16.01.2010 | 5. Puchar IBU w Nové Město na Moravě, 14.01.2010 – 16.01.2010 | 5. Puchar IBU w Nové Město na Moravě, 14.01.2010 – 16.01.2010 |
| Data                                                          | Konkurencja                                                   | miejsce                                                       | miejsce                                                       | miejsce                                                       |
| ------------------------------------------------------------- | ------------------------------------------------------------- | ------------------------------------------------------------- | ------------------------------------------------------------- | ------------------------------------------------------------- |
| 15 stycznia 2010                                              | Bieg indywidualny (15 km)                                     | Sabrina Buchholz                                              | Gro Marit Istad-Kristiansen                                   | Diana Rasimovičiūtė                                           |
| 16 stycznia 2010                                              | Sprint (7,5 km)                                               | Sabrina Buchholz                                              | Kathrin Hitzer                                                | Carolin Hennecke                                              |

| 6. Puchar IBU w Haute Maurienne, 5.02.2010 – 7.02.2010 | 6. Puchar IBU w Haute Maurienne, 5.02.2010 – 7.02.2010 | 6. Puchar IBU w Haute Maurienne, 5.02.2010 – 7.02.2010 | 6. Puchar IBU w Haute Maurienne, 5.02.2010 – 7.02.2010 | 6. Puchar IBU w Haute Maurienne, 5.02.2010 – 7.02.2010 |
| Data                                                   | Konkurencja                                            | miejsce                                                | miejsce                                                | miejsce                                                |
| ------------------------------------------------------ | ------------------------------------------------------ | ------------------------------------------------------ | ------------------------------------------------------ | ------------------------------------------------------ |
| 6 lutego 2010                                          | Sprint (7,5 km)                                        | Teija Lehtimäki                                        | Kathrin Hitzer                                         | Juliane Döll                                           |
| 7 lutego 2010                                          | Bieg na dochodzenie (10 km)                            | Juliane Döll                                           | Kathrin Hitzer                                         | Jekatierina Jurłowa                                    |

| 7. Puchar IBU w Martello, 11.02.2010 – 13.02.2010 | 7. Puchar IBU w Martello, 11.02.2010 – 13.02.2010 | 7. Puchar IBU w Martello, 11.02.2010 – 13.02.2010 | 7. Puchar IBU w Martello, 11.02.2010 – 13.02.2010 | 7. Puchar IBU w Martello, 11.02.2010 – 13.02.2010 |
| Data                                              | Konkurencja                                       | miejsce                                           | miejsce                                           | miejsce                                           |
| ------------------------------------------------- | ------------------------------------------------- | ------------------------------------------------- | ------------------------------------------------- | ------------------------------------------------- |
| 12 lutego 2010                                    | Sprint (7,5 km)                                   | Kathrin Hitzer                                    | Natalja Sokołowa                                  | Laure Soulié                                      |
| 13 lutego 2010                                    | Bieg na dochodzenie (10 km)                       | Kathrin Hitzer                                    | Natalja Sokołowa                                  | Laure Soulié                                      |

| Mistrzostwa Europy w biathlonie w Otepää 1 – 7 marca 2010 |

| 8. Puchar IBU w Pokljuce, 12.03.2010 – 14.03.2010 | 8. Puchar IBU w Pokljuce, 12.03.2010 – 14.03.2010 | 8. Puchar IBU w Pokljuce, 12.03.2010 – 14.03.2010 | 8. Puchar IBU w Pokljuce, 12.03.2010 – 14.03.2010 | 8. Puchar IBU w Pokljuce, 12.03.2010 – 14.03.2010 |
| Data                                              | Konkurencja                                       | miejsce                                           | miejsce                                           | miejsce                                           |
| ------------------------------------------------- | ------------------------------------------------- | ------------------------------------------------- | ------------------------------------------------- | ------------------------------------------------- |
| 12 marca 2010                                     | Sprint (7,5 km)                                   | Sabrina Buchholz                                  | Jekatierina Głazyrina                             | Krystyna Pałka                                    |
| 13 marca 2010                                     | Bieg na dochodzenie (10 km)                       | Sabrina Buchholz                                  | Carolin Hennecke                                  | Krystyna Pałka                                    |
| 14 marca 2010                                     | Sprint (7,5 km)                                   | Sabrina Buchholz                                  | Stefanie Hildebrand                               | Franziska Hildebrand                              |

### Klasyfikacje
| Miejsce | Imię                 | Punkty |
| ------- | -------------------- | ------ |
| 1       | Sabrina Buchholz     | 676    |
| 2       | Natalja Sokołowa     | 506    |
| 3       | Carolin Hennecke     | 505    |
| 4       | Stefanie Hildebrand  | 459    |
| 5       | Franziska Hildebrand | 444    |
| 6       | Kathrin Hitzer       | 424    |
| 7       | Jekatierina Jurłowa  | 418    |
| 8       | Laure Soulié         | 316    |
| 9       | Laure Bosc           | 279    |
| 10      | Anne Preußler        | 278    |

| Miejsce | Imię                    | Punkty |
| ------- | ----------------------- | ------ |
| 11      | Anna Kunajewa           | 270    |
| 12      | Juliane Döll            | 266    |
| 13      | Marine Dusser           | 255    |
| 14      | Olga Wiłuchina          | 254    |
| 15      | Sophie Boilley          | 218    |
| 16      | Natalja Burdyga         | 212    |
| 17      | Marine Bolliet          | 197    |
| 18      | Marija Sadiłowa         | 189    |
| 19      | Maria Demidowa          | 188    |
| 20      | Fanny Welle-Strand Horn | 171    |

| Miejsce | Imię                        | Punkty |
| ------- | --------------------------- | ------ |
| 1       | Kathrin Hitzer              | 92     |
| 2       | Sabrina Buchholz            | 84     |
| 3       | Stefanie Hildebrand         | 78     |
| 4       | Franziska Hildebrand        | 74     |
| 5       | Anna Bogalij-Titowiec       | 60     |
| 6       | Anne Preußler               | 58     |
| 7       | Carolin Hennecke            | 58     |
| 8       | Gro Marit Istad-Kristiansen | 54     |
| 9       | Diana Rasimovičiūtė         | 48     |
| 10      | Susann König                | 48     |

| Miejsce | Imię                 | Punkty |
| ------- | -------------------- | ------ |
| 1       | Sabrina Buchholz     | 463    |
| 2       | Carolin Hennecke     | 329    |
| 3       | Natalja Sokołowa     | 323    |
| 4       | Stefanie Hildebrand  | 264    |
| 5       | Jekatierina Jurłowa  | 252    |
| 6       | Franziska Hildebrand | 248    |
| 7       | Kathrin Hitzer       | 218    |
| 8       | Olga Wiłuchina       | 193    |
| 9       | Anna Kunajewa        | 188    |
| 10      | Juliane Döll         | 187    |

| Miejsce | Imię                 | Punkty |
| ------- | -------------------- | ------ |
| 1       | Natalja Sokołowa     | 155    |
| 2       | Carolin Hennecke     | 145    |
| 3       | Jekatierina Jurłowa  | 134    |
| 4       | Sabrina Buchholz     | 129    |
| 5       | Franziska Hildebrand | 122    |
| 6       | Stefanie Hildebrand  | 117    |
| 7       | Kathrin Hitzer       | 114    |
| 8       | Maria Demidowa       | 102    |
| 9       | Laure Soulié         | 98     |
| 10      | Natalja Burdyga      | 90     |

| Miejsce | Imię            | Punkty |
| ------- | --------------- | ------ |
| 1       | Niemcy          | 5225   |
| 2       | Rosja           | 5020   |
| 3       | Francja         | 3880   |
| 4       | Norwegia        | 3511   |
| 5       | Czechy          | 2991   |
| 6       | Finlandia       | 2929   |
| 7       | Bułgaria        | 2707   |
| 8       | Polska          | 2627   |
| 9       | Włochy          | 2527   |
| 10      | Wielka Brytania | 2275   |

### Wyniki Polek
| Zawodniczka | Idre 28.11 | Idre 29.11 | Ridnaun 12.12 | Ridnaun 13.12 | Obertilliach 18.12 | Obertilliach 19.12 | Altenberg 9.01 | Altenberg 10.01 | Nové Město 15.01 | Nové Město 16.01 | Haute Maurienne 6.02 | Haute Maurienne 7.02 | Martello 12.02 | Martello 13.02 | Otepää 2.03 | Otepää 4.03 | Otepää 6.03 | Otepää 7.03 | Pokljuka 11.03 | Pokljuka 13.03 | Pokljuka 14.03 |
| P. Bobak    | 37         | –          | –             | –             | –                  | –                  | –              | –               | –                | –                | –                    | –                    | –              | –              | 14          | 7           | 9           | 7           | 19             | 16             | 12             |
| A. Cyl      | 9          | –          | –             | –             | –                  | –                  | –              | –               | –                | –                | –                    | –                    | –              | –              | –           | –           | –           | –           | –              | –              | –              |
| M. Gwizdoń  | –          | –          | –             | –             | –                  | –                  | –              | –               | –                | –                | –                    | –                    | –              | –              | –           | –           | –           | –           | 12             | 15             | 9              |
| M. Hojnisz  | –          | –          | –             | –             | –                  | –                  | –              | –               | –                | –                | –                    | –                    | –              | –              | –           | 7           | –           | –           | –              | –              | –              |
| P. Hojnisz  | –          | –          | –             | –             | –                  | –                  | 38             | –               | 38               | 42               | –                    | –                    | –              | –              | 32          | 7           | 43          | 36          | –              | –              | –              |
| M. Nykiel   | –          | –          | 33            | 23            | 30                 | 26                 | 40             | –               | 17               | 23               | –                    | –                    | –              | –              | –           | –           | –           | –           | –              | –              | –              |
| K. Pałka    | –          | –          | –             | –             | –                  | –                  | –              | –               | –                | –                | –                    | –                    | –              | –              | –           | –           | –           | –           | 3              | 3              | 11             |
| K. Pitoń    | –          | –          | 60            | 30            | 56                 | 31                 | 39             | –               | 24               | 21               | –                    | –                    | –              | –              | 46          | 7           | 27          | 32          | 27             | 24             | 14             |

## Mężczyźni

### Wyniki
| 1. Puchar IBU w Idre, 27.11.2009 – 29.11.2009 | 1. Puchar IBU w Idre, 27.11.2009 – 29.11.2009 | 1. Puchar IBU w Idre, 27.11.2009 – 29.11.2009 | 1. Puchar IBU w Idre, 27.11.2009 – 29.11.2009 | 1. Puchar IBU w Idre, 27.11.2009 – 29.11.2009 |
| Data                                          | Konkurencja                                   | miejsce                                       | miejsce                                       | miejsce                                       |
| --------------------------------------------- | --------------------------------------------- | --------------------------------------------- | --------------------------------------------- | --------------------------------------------- |
| 28 listopada 2009                             | Sprint (10 km)                                | Frode Andresen                                | Daniel Böhm                                   | Daniel Graf                                   |
| 29 listopada 2009                             | Sprint (10 km)                                | Klemen Bauer                                  | Frode Andresen                                | Daniel Böhm                                   |

| 2. Puchar IBU w Ridnaun, 11.12.2009 – 13.12.2009 | 2. Puchar IBU w Ridnaun, 11.12.2009 – 13.12.2009 | 2. Puchar IBU w Ridnaun, 11.12.2009 – 13.12.2009 | 2. Puchar IBU w Ridnaun, 11.12.2009 – 13.12.2009 | 2. Puchar IBU w Ridnaun, 11.12.2009 – 13.12.2009 |
| Data                                             | Konkurencja                                      | miejsce                                          | miejsce                                          | miejsce                                          |
| ------------------------------------------------ | ------------------------------------------------ | ------------------------------------------------ | ------------------------------------------------ | ------------------------------------------------ |
| 12 grudnia 2009                                  | Bieg indywidualny (20 km)                        | Daniel Böhm                                      | Erik Lesser                                      | Daniel Graf                                      |
| 13 grudnia 2009                                  | Sprint (10 km)                                   | Erik Lesser                                      | Tarjei Bø                                        | Christian Martinelli                             |

| 3. Puchar IBU w Obertilliach, 17.12.2009 – 19.12.2009 | 3. Puchar IBU w Obertilliach, 17.12.2009 – 19.12.2009 | 3. Puchar IBU w Obertilliach, 17.12.2009 – 19.12.2009 | 3. Puchar IBU w Obertilliach, 17.12.2009 – 19.12.2009 | 3. Puchar IBU w Obertilliach, 17.12.2009 – 19.12.2009 |
| Data                                                  | Konkurencja                                           | miejsce                                               | miejsce                                               | miejsce                                               |
| ----------------------------------------------------- | ----------------------------------------------------- | ----------------------------------------------------- | ----------------------------------------------------- | ----------------------------------------------------- |
| 18 grudnia 2009                                       | Sprint (10 km)                                        | Daniel Graf                                           | Daniel Böhm Loïs Habert                               | -                                                     |
| 19 grudnia 2009                                       | Bieg na dochodzenie (12,5 km)                         | Daniel Graf                                           | Daniel Böhm                                           | Christoph Knie                                        |

| 4. Puchar IBU w Altenberg, 8.01.2010 – 10.01.2010 | 4. Puchar IBU w Altenberg, 8.01.2010 – 10.01.2010 | 4. Puchar IBU w Altenberg, 8.01.2010 – 10.01.2010 | 4. Puchar IBU w Altenberg, 8.01.2010 – 10.01.2010 | 4. Puchar IBU w Altenberg, 8.01.2010 – 10.01.2010 |
| Data                                              | Konkurencja                                       | miejsce                                           | miejsce                                           | miejsce                                           |
| ------------------------------------------------- | ------------------------------------------------- | ------------------------------------------------- | ------------------------------------------------- | ------------------------------------------------- |
| 9 stycznia 2010                                   | Sprint (10 km)                                    | Toni Lang                                         | Zdeněk Vítek                                      | Benjamin Weger                                    |
| 10 stycznia 2010                                  | Bieg na dochodzenie (12,5 km)                     | Toni Lang                                         | Erik Lesser                                       | Alexis Bœuf                                       |

| 5. Puchar IBU w Nové Město na Moravě, 14.01.2010 – 16.01.2010 | 5. Puchar IBU w Nové Město na Moravě, 14.01.2010 – 16.01.2010 | 5. Puchar IBU w Nové Město na Moravě, 14.01.2010 – 16.01.2010 | 5. Puchar IBU w Nové Město na Moravě, 14.01.2010 – 16.01.2010 | 5. Puchar IBU w Nové Město na Moravě, 14.01.2010 – 16.01.2010 |
| Data                                                          | Konkurencja                                                   | miejsce                                                       | miejsce                                                       | miejsce                                                       |
| ------------------------------------------------------------- | ------------------------------------------------------------- | ------------------------------------------------------------- | ------------------------------------------------------------- | ------------------------------------------------------------- |
| 15 stycznia 2010                                              | Bieg indywidualny (20 km)                                     | Aleksiej Wołkow                                               | Sven Grossegger                                               | Daniel Graf                                                   |
| 16 stycznia 2010                                              | Sprint (10 km)                                                | Christoph Knie                                                | Daniel Graf                                                   | Rune Brattsveen                                               |

| 6. Puchar IBU w Haute Maurienne, 5.02.2010 – 7.02.2010 | 6. Puchar IBU w Haute Maurienne, 5.02.2010 – 7.02.2010 | 6. Puchar IBU w Haute Maurienne, 5.02.2010 – 7.02.2010 | 6. Puchar IBU w Haute Maurienne, 5.02.2010 – 7.02.2010 | 6. Puchar IBU w Haute Maurienne, 5.02.2010 – 7.02.2010 |
| Data                                                   | Konkurencja                                            | miejsce                                                | miejsce                                                | miejsce                                                |
| ------------------------------------------------------ | ------------------------------------------------------ | ------------------------------------------------------ | ------------------------------------------------------ | ------------------------------------------------------ |
| 6 lutego 2010                                          | Sprint (10 km)                                         | Daniel Böhm                                            | Julian Eberhard                                        | Michael Hauser                                         |
| 7 lutego 2010                                          | Bieg na dochodzenie (12,5 km)                          | Christoph Knie                                         | Julian Eberhard                                        | Daniel Böhm                                            |

| 7. Puchar IBU w Martello, 11.02.2010 – 13.02.2010 | 7. Puchar IBU w Martello, 11.02.2010 – 13.02.2010 | 7. Puchar IBU w Martello, 11.02.2010 – 13.02.2010 | 7. Puchar IBU w Martello, 11.02.2010 – 13.02.2010 | 7. Puchar IBU w Martello, 11.02.2010 – 13.02.2010 |
| Data                                              | Konkurencja                                       | miejsce                                           | miejsce                                           | miejsce                                           |
| ------------------------------------------------- | ------------------------------------------------- | ------------------------------------------------- | ------------------------------------------------- | ------------------------------------------------- |
| 12 lutego 2010                                    | Sprint (10 km)                                    | Brendan Green                                     | Christoph Knie                                    | Maksim Maksimow                                   |
| 13 lutego 2010                                    | Bieg na dochodzenie (12,5 km)                     | Sven Grossegger                                   | Maksim Maksimow                                   | Toni Lang                                         |

| Mistrzostwa Europy w biathlonie w Otepää 1 – 7 marca 2010 |

| 8. Puchar IBU w Pokljuce, 10.03.2010 – 14.03.2010 | 8. Puchar IBU w Pokljuce, 10.03.2010 – 14.03.2010 | 8. Puchar IBU w Pokljuce, 10.03.2010 – 14.03.2010 | 8. Puchar IBU w Pokljuce, 10.03.2010 – 14.03.2010 | 8. Puchar IBU w Pokljuce, 10.03.2010 – 14.03.2010 |
| Data                                              | Konkurencja                                       | miejsce                                           | miejsce                                           | miejsce                                           |
| ------------------------------------------------- | ------------------------------------------------- | ------------------------------------------------- | ------------------------------------------------- | ------------------------------------------------- |
| 12 marca 2010                                     | Sprint (10 km)                                    | Michael Rösch                                     | Loïs Habert                                       | Toni Lang                                         |
| 13 marca 2010                                     | Bieg na dochodzenie (12,5 km)                     | Christian Martinelli                              | Christoph Knie                                    | Jean-Guillaume Béatrix                            |
| 14 marca 2010                                     | Sprint (10 km)                                    | Daniel Graf                                       | Dmitrij Blinow                                    | Christian Martinelli                              |

### Klasyfikacje
| Miejsce | Imię                 | Punkty |
| ------- | -------------------- | ------ |
| 1       | Daniel Graf          | 603    |
| 2       | Toni Lang            | 560    |
| 3       | Christoph Knie       | 559    |
| 4       | Daniel Böhm          | 492    |
| 5       | Erik Lesser          | 463    |
| 6       | Maksim Maksimow      | 434    |
| 7       | Andriej Makowiejew   | 410    |
| 8       | Loïs Habert          | 398    |
| 9       | Michael Rösch        | 323    |
| 10      | Christian Martinelli | 307    |

| Miejsce | Imię                   | Punkty |
| ------- | ---------------------- | ------ |
| 11      | Julian Eberhard        | 306    |
| 12      | Henrik L’Abée-Lund     | 291    |
| 13      | Sven Grossegger        | 273    |
| 14      | Tanguy Roche           | 258    |
| 15      | Arnaud Langel          | 248    |
| 16      | Alexander Schreider    | 242    |
| 17      | Hans Martin Gjedrem    | 237    |
| 18      | Jean-Guillaume Béatrix | 232    |
| 19      | Rune Brattsveen        | 230    |
| 20      | Aleksiej Wołkow        | 208    |

| Miejsce | Imię                | Punkty |
| ------- | ------------------- | ------ |
| 1       | Daniel Graf         | 96     |
| 2       | Erik Lesser         | 88     |
| 3       | Aleksiej Wołkow     | 76     |
| 4       | Dmitrij Małyszko    | 76     |
| 5       | Sven Grossegger     | 71     |
| 6       | Julian Eberhard     | 71     |
| 7       | Daniel Böhm         | 60     |
| 8       | Hans Martin Gjedrem | 60     |
| 9       | Tanguy Roche        | 59     |
| 10      | Christoph Knie      | 52     |

| Miejsce | Imię                 | Punkty |
| ------- | -------------------- | ------ |
| 1       | Daniel Graf          | 361    |
| 2       | Toni Lang            | 352    |
| 3       | Christoph Knie       | 296    |
| 4       | Daniel Böhm          | 290    |
| 5       | Andriej Makowiejew   | 254    |
| 6       | Erik Lesser          | 243    |
| 7       | Loïs Habert          | 242    |
| 8       | Maksim Maksimow      | 241    |
| 9       | Christian Martinelli | 182    |
| 10      | Michael Rösch        | 169    |

| Miejsce | Imię                   | Punkty |
| ------- | ---------------------- | ------ |
| 1       | Christoph Knie         | 193    |
| 2       | Toni Lang              | 165    |
| 3       | Daniel Graf            | 160    |
| 4       | Maksim Maksimow        | 152    |
| 5       | Daniel Böhm            | 151    |
| 6       | Erik Lesser            | 148    |
| 7       | Andriej Makowiejew     | 144    |
| 8       | Loïs Habert            | 137    |
| 9       | Michael Rösch          | 130    |
| 10      | Jean-Guillaume Béatrix | 123    |

| Miejsce | Imię       | Punkty |
| ------- | ---------- | ------ |
| 1       | Niemcy     | 5274   |
| 2       | Rosja      | 4726   |
| 3       | Francja    | 4486   |
| 4       | Austria    | 4426   |
| 5       | Norwegia   | 3820   |
| 6       | Włochy     | 3454   |
| 7       | Kanada     | 2545   |
| 8       | Czechy     | 2527   |
| 9       | Polska     | 2311   |
| 10      | Szwajcaria | 2310   |

### Wyniki Polaków
| Zawodnik        | Idre 28.11 | Idre 29.11 | Ridnaun 12.12 | Ridnaun 13.12 | Obertilliach 18.12 | Obertilliach 19.12 | Altenberg 9.01 | Altenberg 10.01 | Nové Město 15.01 | Nové Město 16.01 | Haute Maurienne 6.02 | Haute Maurienne 7.02 | Martello 12.02 | Martello 13.02 | Otepää 2.03 | Otepää 4.03 | Otepää 6.03 | Otepää 7.03 | Pokljuka 11.03 | Pokljuka 13.03 | Pokljuka 14.03 |
| G. Bril         | –          | –          | 83            | 119           | 109                | –                  | 83             | –               | 59               | 66               | –                    | –                    | –              | –              | –           | –           | –           | –           | –              | –              | –              |
| M. Kobus        | 112        | –          | –             | –             | –                  | –                  | –              | –               | –                | –                | –                    | –                    | –              | –              | 35          | 7           | 41          | 36          | 23             | 18             | 18             |
| A. Kwak         | –          | –          | 99            | 64            | 44                 | 49                 | –              | –               | –                | –                | –                    | –                    | –              | –              | 39          | 7           | 47          | 37          | 20             | 31             | DNS            |
| M. Leja         | –          | –          | 109           | 90            | 94                 | –                  | 62             | –               | 49               | 60               | –                    | –                    | –              | –              | –           | –           | –           | –           | –              | –              | –              |
| W. Maryniarczyk | –          | –          | –             | –             | –                  | –                  | 81             | –               | 57               | 62               | –                    | –                    | –              | –              | –           | –           | –           | –           | –              | –              | –              |
| K. Pływaczyk    | –          | –          | –             | 75            | 64                 | –                  | 85             | –               | 18               | 39               | –                    | –                    | –              | –              | –           | –           | –           | –           | 39             | 29             | 31             |
| Ł. Szczurek     | 77         | –          | –             | –             | –                  | –                  | –              | –               | –                | –                | –                    | –                    | –              | –              | –           | –           | –           | –           | 25             | 34             | 12             |
| Ł. Witek        | 75         | –          | –             | –             | –                  | –                  | –              | –               | –                | –                | –                    | –                    | –              | –              | 11          | 7           | 35          | 43          | –              | –              | –              |
| S. Witek        | –          | –          | 98            | 109           | 53                 | 48                 | 52             | 55              | 33               | 36               | –                    | –                    | –              | –              | 42          | 7           | 56          | 44          | –              | –              | –              |